# Pálfy József (festőművész)
Pálfy József (Kisjenő-Fesetpuszta, 1864. március 18. – Debrecen, 1934. október 1.) festőművész.

## Életpályája
Bécsben és Budapesten a Mintarajziskolában tanult 1886–1890 között. Ezután Sümegen és Debrecenben rajztanár volt. Debrecenben telepedett le. 1894-től szerepelt kiállításokon.
Arcképeket és pusztai képeket festett. A Hortobágyról élet- és tájképeket készített.

## Családja
Szülei: Pálfy Alajos és Gergely Ida voltak. Felesége, Takách Malvin (1871–1948) volt.

## Festményei
- Urbenici utca (1897)
- Hortobágy (1900)
- Mediterrán tengerparti város (1902)
- Tópart vadkacsákkal (1908)
- Mediterrán vásár (1914)
- Vadludak a Hortobágyon (1922)
- Délszaki utca